# Instituto Paulo Montenegro
O Instituto Paulo Montenegro (IPM) é uma organização sem fins lucrativos brasileira vinculada ao Ibope, criada em 2000, cujo objectivo é desenvolver e executar projetos na área da educação que contribuam para melhorar a qualidade do sistema educativo nacional.
Desde 2001, o Instituto realiza e publica um estudo anual que indica o nível de alfabetismo funcional da população adulta brasileira, o Indicador de Alfabetismo Funcional (INAF). Desde o primeiro ano de publicação, o INAF vem sendo usado no Brasil como método direto de avaliação de alfabetismo funcional. Os testes são realizados em parceria com o Ibope, em amostras de dois mil indivíduos representativos da população brasileira, para todas as regiões, com uma margem de erro de dois pontos percentuais, para baixo e para cima.